# Digitalizador de video

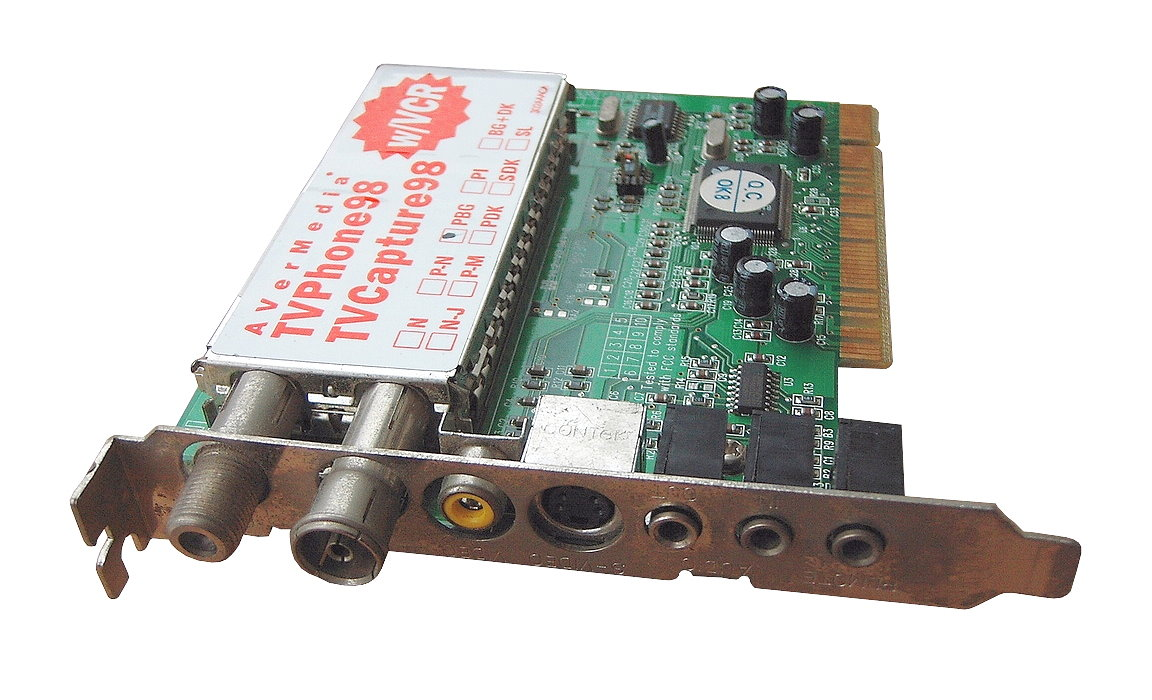
Capturadora AVERMEDIA TVPhone98

Un digitalizador de vídeo es un dispositivo electrónico que captura cuadros individuales de una señal de vídeo analógica o de un fichero de vídeo digital. Se usa normalmente como un componente de un sistema de visión digital, en el que los fotogramas de vídeo se capturan de forma digital y posteriormente se visualizan, almacenan o transmiten directamente, o comprimidas de forma digital. 
Los primeros digitalizadores de vídeo sólo tenían memoria para capturar y almacenar un único fotograma de vídeo, de ahí su nombre en inglés, frame grabber de grab, capturar. Los digitalizadores modernos normalmente son capaces de almacenar varios fotogramas y comprimirlos en tiempo real usando algoritmos como MJPEG, MPEG1, MPEG2, MPEG4. Las demandas tecnológicas en campos como adquisición de radar, industria y guiado remoto han conducido al desarrollo de digitalizadores de vídeo con la capacidad de capturar fotogramas a gran velocidad y resolución. 
Los digitalizadores de video ayudan a redistribuir el uso de recursos al acceder directamente la memoria RAM del computador sin tener que sobrecargar al CPU. Este dispositivo puede realizar pre-procesamiento a las imágenes preparandolas para su uso. Adicionalmente, proveen un sistema de sincronización en relación con otros dispositivos I/O.